# Microscopique
Non Plus Ultra (2 Punkt)
Microscopique (2,5 Punkt)
Brilliant (3 Punkt)
Diamant (4 Punkt)
Perl (5 Punkt)
Nonpareille (6 Punkt)
Insertio (6,5 Punkt)
Kolonel (7 Punkt)
Petit (8 Punkt)
Borgis (9 Punkt)
Korpus (10 Punkt)
Rheinländer (11 Punkt)
Cicero (12 Punkt)
Mittel (14 Punkt)
Tertia (16 Punkt)
Paragon (18 Punkt)
Text (20 Punkt)
Kanon (36 Punkt)
Konkordanz (48 Punkt)
Sabon (60 Punkt)
Die Microscopique ist ein Schriftgrad. Sie ist der zweitkleinste je im Bleisatz gegossene Schriftgrad und hat eine Kegelhöhe von zweieinhalb Didot-Punkten, das entspricht 0,94 mm.
Sie wurde im Jahr 1827 vom 65-jährigen Pariser Stempelschneider und Schriftgießer Henri Didot geschnitten und auf einen Kegel von zweieinhalb Punkten gegossen. Damit war ihr Kegel deutlich kleiner als die kleinste Handsatzschrift Non Plus Ultra, die eigentlich vom Schriftbild eine Zweipunkt-Schrift darstellte, aber auf einen Vierpunkt-Kegel gegossen wurde.
Die Microscopique wurde bei den Werken des Horaz und den Maximen des François de La Rochefoucauld eingesetzt.